# グンゼ博物苑
グンゼ博物苑（グンゼはくぶつえん）とは、京都府綾部市青野町にある博物館である。

## 概要
綾部市にて1896年に創立されたグンゼが、創立100周年にあたる1996年に設立した。2016年にリニューアルが行われた。

## 施設
蔵のある広場
メリヤスや靴下、絹製品などについての、大正時代初期に建てられた旧郡是製糸繭蔵を使用した博物館や、広場などがある。
桑の苑
桑は、蚕を育てる上で重要な植物である。そんな桑が500品種、2000本植えられている。
多目的スペースの「集蔵」や休憩所「道光庵」などの周辺では、200種の草花が育てられている。

## グンゼ記念館

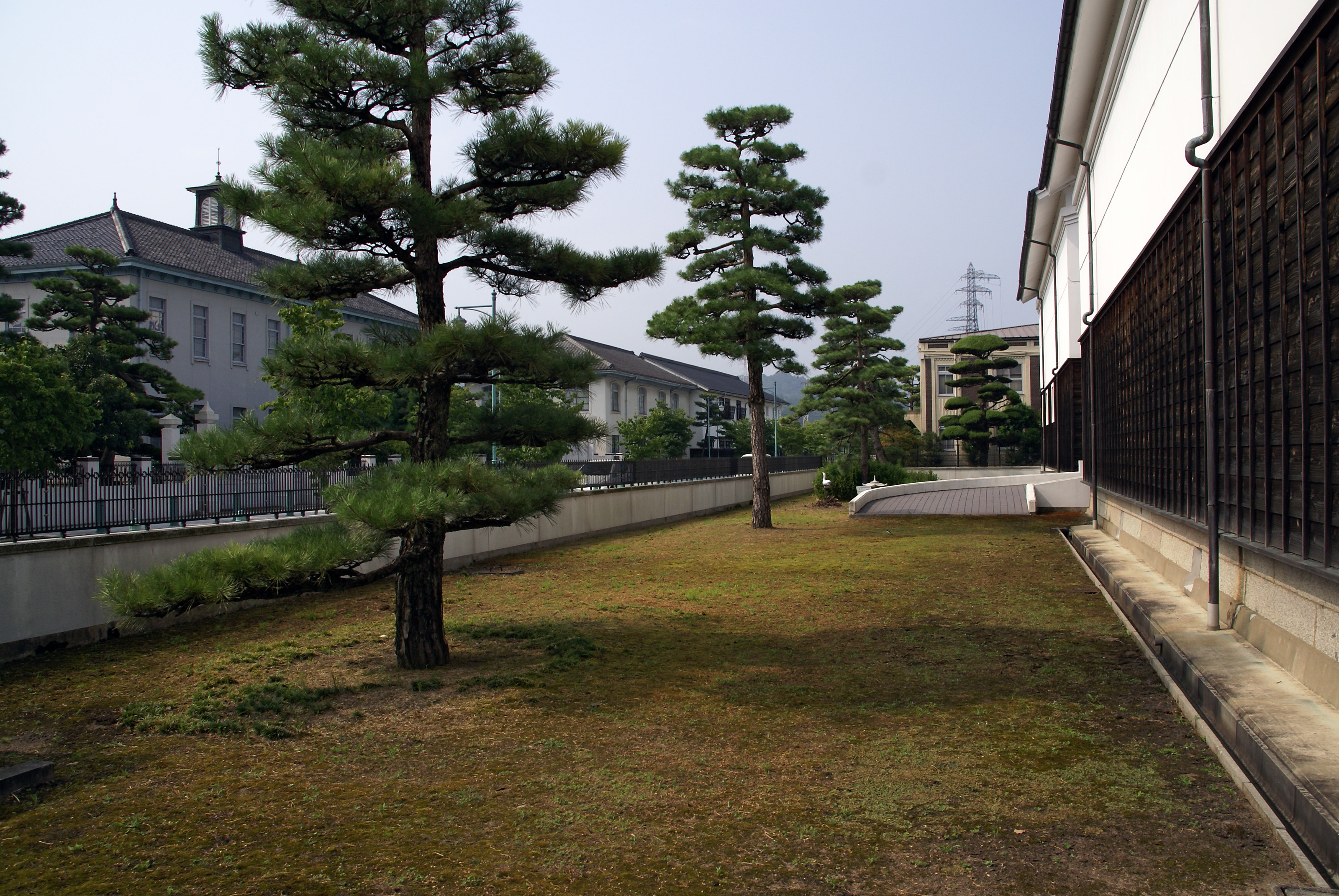
グンゼ博物苑の向かいにグンゼ記念館がある

- グンゼ記念館は、創業時の業務であり、何鹿郡時代の主要産業であった蚕糸業についてや、グンゼの歴史についての記念館である。
- 建物は、元々本社事務所として使われていたもの。

## グンゼ歴史資料館
- グンゼ歴史資料館は、グンゼのこれまでのあゆみに関する、歴史的収蔵品を保管しています。

## 企画展
- 2023年4月5日から10日まで、没後40年を記念した洋画家有道佐一の回顧展が集蔵にて開催された。有道は綾部市山家出身で、パリでアルベルト・ジャコメッティに認められた後、故郷の自然を描き続けた「幻の画家」である[2][3]。

## 交通
- 最寄駅は、JR西日本 山陰本線 綾部駅。
- 最寄のインターチェンジは、舞鶴若狭自動車道 綾部IC。